# 派克鎮區 (堪薩斯州萊昂縣)
派克鎮區（英語：Pike Township）是位於美國堪薩斯州萊昂縣的一個行政鎮區。

## 地方資料
派克鎮區的面積為140.05平方千米，當中陸地面積為138.72平方千米，而水域面積為1.33平方千米。根據2010年美國人口普查的數據，當地共有人口1034人，而人口密度為每平方千米7.38人。

## 外部連結
- US-Counties.com
- City-Data.com （页面存档备份，存于）